# 刘蕙瑕
刘蕙瑕（1997年11月30日—），湖北大冶人，中國女子跳水運動員。

## 簡歷
刘蕙瑕的父親刘立强是銀行职工，而母親王丽君則是电厂的工人。蕙瑕年幼時体质不好，父母为增强女儿的抵抗力，在2000年將她送往大冶市业余体育学校，每天参加体校体操班训练。至2004年，刘蕙瑕被教練推荐到湖北省跳水运动学校，自此改练跳水。刘蕙瑕很快从众多学生中脱颖而出，一年后就正式成为海亮跳水学校运动员，師從欧爱江。不久，刘蕙瑕进入湖北省跳水队，並成了职业跳水运动员；同年，她就在全省青少年跳水赛中取得5米跳台第二名、1米跳板第三、全能第二名的成绩。2006年，刘蕙瑕参加第12届湖北省运会跳水比赛，连夺3枚金牌，其后连续两年，她都在湖北省青少年跳水赛中夺金。 
2009年，刘蕙瑕代表湖北省参加全国少儿跳水比赛，夺得两枚银牌；同年，她又參加第11届全运会跳水比賽。湖北省跳水队認為她的基本功扎实，发展潜力大，遂在当年底推荐她到国家跳水集训队。2010年10月，刘蕙瑕参加全国跳水锦标赛，与搭档朱佳名夺得了女子双人5米跳台項目金牌。
2011年2月18日，刘蕙瑕首次代表中国国家跳水队参加國際比赛，出戰國際泳聯跳水大獎賽西班牙站，便与朱佳名一舉贏得女子双人10米跳台冠军；在随后的俄罗斯站和加拿大站，她们再获冠军，完成女子双人10米台三连冠。
2013年世界游泳錦標賽，刘蕙瑕首次參加世錦賽，她和陳若琳合作，奪得女子雙人10米高臺跳水比賽冠軍。

### 里約奧運摘金
2016年8月，刘蕙瑕代表中国出戰巴西里約熱內盧舉行的奥林匹克运动会跳水比賽，與陈若琳搭檔雙人10米高台賽事。刘蕙瑕與陈若琳排在第四位出场，在前两轮的规定动作分别选择201B（向后翻腾半周屈体）和301B（反身翻腾半周屈体），两轮均取得55.80分，並以总分111.60分暂列榜首。第三轮的自选动作，她們选择了难度系数3.0的107B（向前翻腾三周半屈体），得到了79.20分，开始将分差拉开。她們在第四轮选跳的是407C（向内翻腾三周半抱膝），难度系数3.2，這一跳两人在入水时有些过了，以致水花效果不好，仅得75.84分。到最后一轮，她們稳定地完成了难度系数3.2的5253B（向后翻腾两周半转体一周半屈体），得到了87.36分，並以总分354.00分奪得金牌，帮助中国国家跳水队实现了该项目的五连冠。赛后，刘蕙瑕表示：“没想过奥运会如此紧张，可能我还是缺乏经验。陈若琳姐姐一直安慰我，我觉得她非常厉害，非常完美，给我的帮助非常大。”

## 主要比賽成績
只列出曾進入三甲的國際賽事成績：
| 年份   | 賽事                   | 項目         | 拍檔   | 成績   | 成績 |
| ------ | ---------------------- | ------------ | ------ | ------ | ---- |
| 2015年 | 世界跳水系列賽北京站   | 10米高台     | －     | 423.10 | 冠軍 |
| 2015年 | 世界跳水系列賽北京站   | 女雙10米高台 | 陈若琳 | 345.36 | 冠軍 |
| 2015年 | 世界跳水系列賽杜拜站   | 10米高台     | －     | 370.70 | 亞軍 |
| 2015年 | 世界跳水系列賽杜拜站   | 女雙10米高台 | 陈若琳 | 324.66 | 冠軍 |
| 2015年 | 世界跳水系列賽喀山站   | 女雙10米高台 | 陈若琳 | 338.88 | 冠軍 |
| 2015年 | 世界跳水系列賽倫敦站   | 10米高台     | －     | 378.70 | 亞軍 |
| 2015年 | 世界跳水系列賽倫敦站   | 女雙10米高台 | 陈若琳 | 332.88 | 冠軍 |
| 2016年 | 世界跳水系列賽溫莎站   | 女雙10米高台 | 陈若琳 | 348.60 | 冠軍 |
| 2016年 | 世界跳水系列賽喀山站   | 女雙10米高台 | 陈若琳 | 340.50 | 冠軍 |
| 2016年 | 奧林匹克運動會跳水比賽 | 女雙10米高台 | 陈若琳 | 354.00 | 金牌 |